# Katun (compte long)

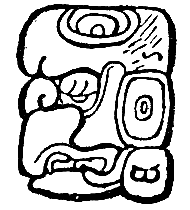
Glyphe représentant le katun, dessin de Sylvanus Griswold Morley (1915)

Un katun (ou k'atun) est la seconde unité du compte long (système calendaire mésoaméricain) ; par exemple, dans la date 12.19.6.15.0 (1er janvier 2000, selon la corrélation GMT), le nombre de katuns est 19 (deuxième nombre en partant de la gauche). Un katun représente une période de 20 tuns (7 200 jours), soit environ 20 années tropiques.